# Гребенау
Гребенау (њем. Grebenau) град је у њемачкој савезној држави Хесен. Једно је од 19 општинских средишта округа Фогелсберг. Према процјени из 2010. у граду је живјело 2.623 становника. Посједује регионалну шифру (AGS) 6535006.

## Географски и демографски подаци
Гребенау се налази у савезној држави Хесен у округу Фогелсберг. Град се налази на надморској висини од 286 метара. Површина општине износи 55,4 km². У самом граду је, према процјени из 2010. године, живјело 2.623 становника. Просјечна густина становништва износи 47 становника/km².